# گنبد مشتاقیه
گنبد مشتاقیه که به سه گنبدان نیز شهرت دارد، از آثار دوران قاجار در شهر کرمان است که در گذشته در جوار قبرستان کهنه و خارج از حصار شهر قرار داشته‌است. این محوطه ابتدا مزار میرزاحسین‌خان رايني جد اعلای سادات معروف به میرحسینی راینی بوده‌است. مشتاق در سال ۱۲۰۶هجری قمری به جرم آن‌که قرآن را با نوای سه‌تار می‌خواند، سنگسار شد و پیکر او را در کنار مقبره میرزا حسین خان دفن کردند که اینک این مزار معروف به مشتاقیه است. سه گنبد در سال ۱۲۶۰ قمری بر روی قبور مشتاق علی شاه، شیخ اسماعیل هراتي و کوثر همدانی (کوثر علی شاه) بنا گردید. آثار تزئینی مجموعه مشتاقیه که در قرن اخیر ساخته شده‌است شامل کاشی‌کاری، نقاشی، گچبری، کاربندی و مقرنس می‌باشد.
دو گنبد این بنا دارای کاشی کاری و یکی از گنبدها كه بر روي مقبره شيخ اسماعيل قرار دارد،آجری است که از همان زمان قاجاریه که آن را ساختند به همین شکل بوده‌است.

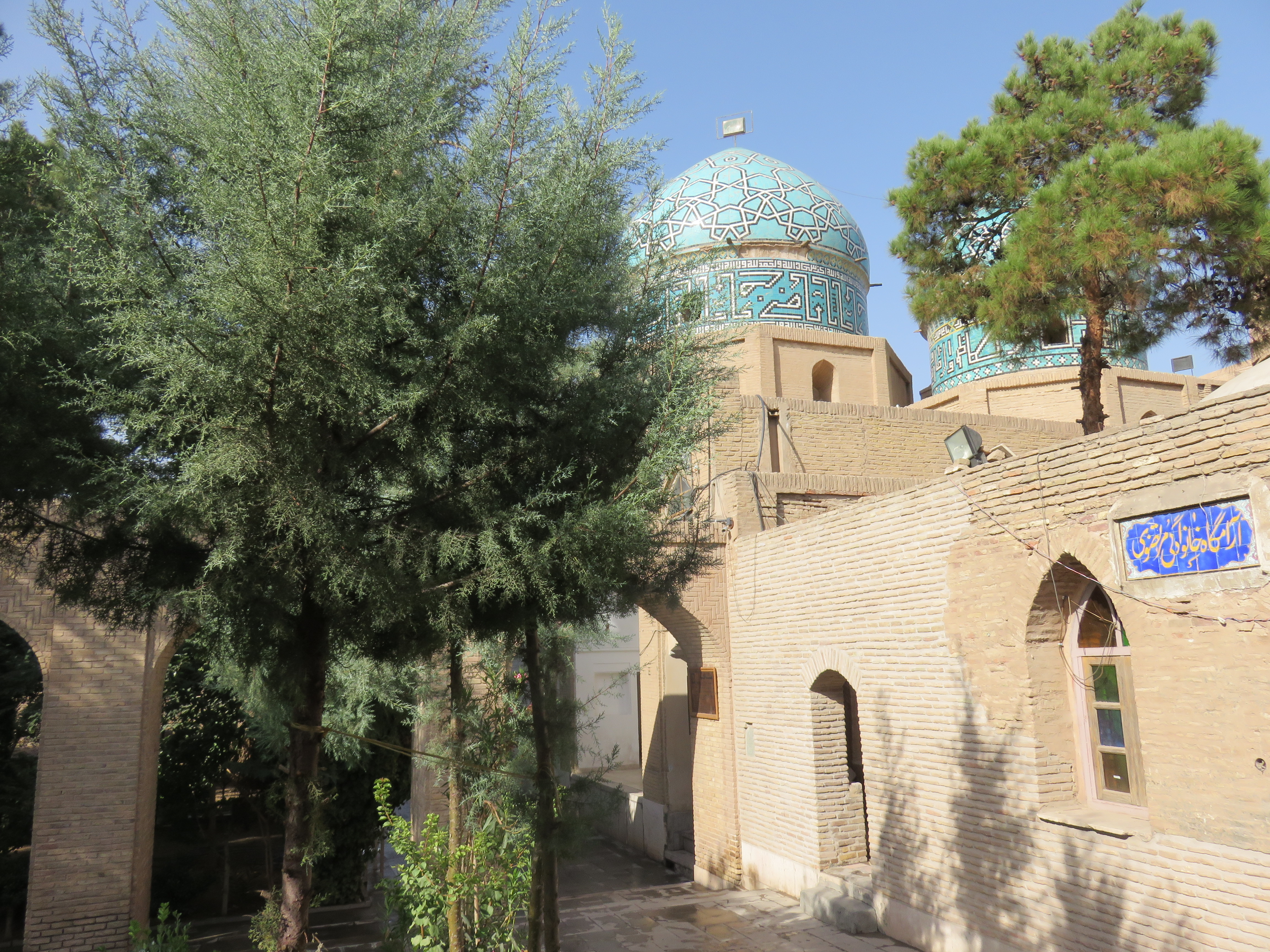
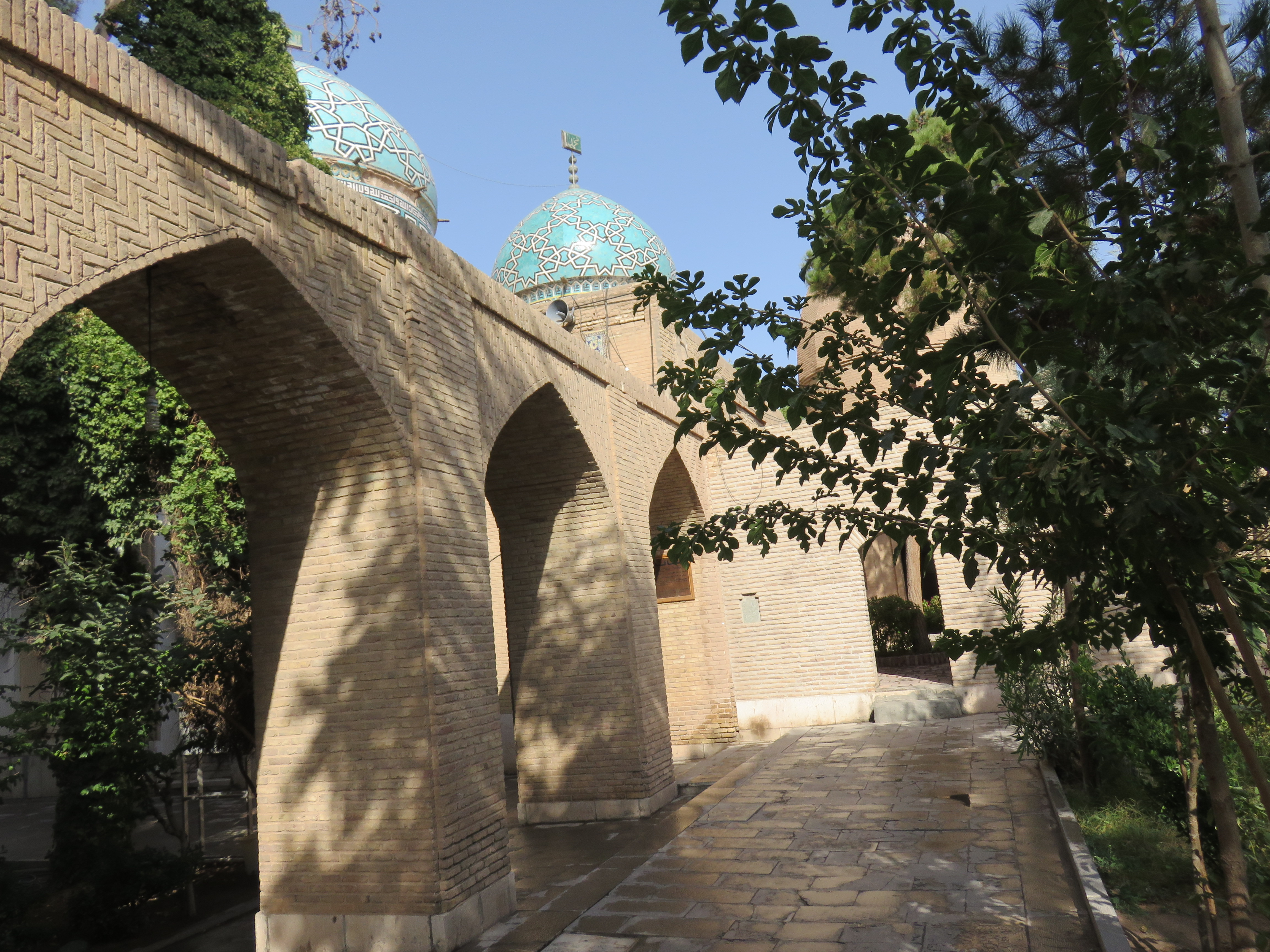
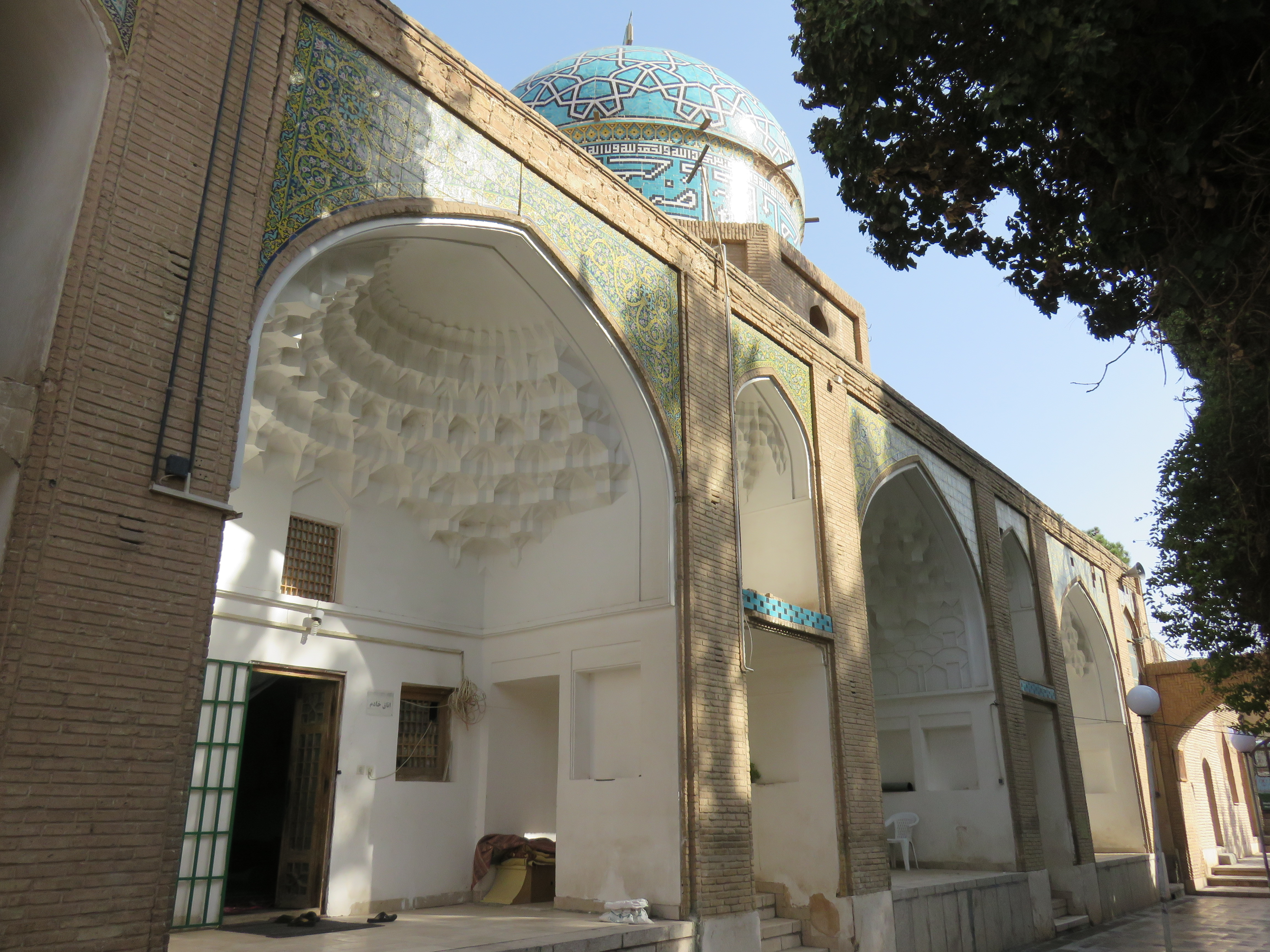
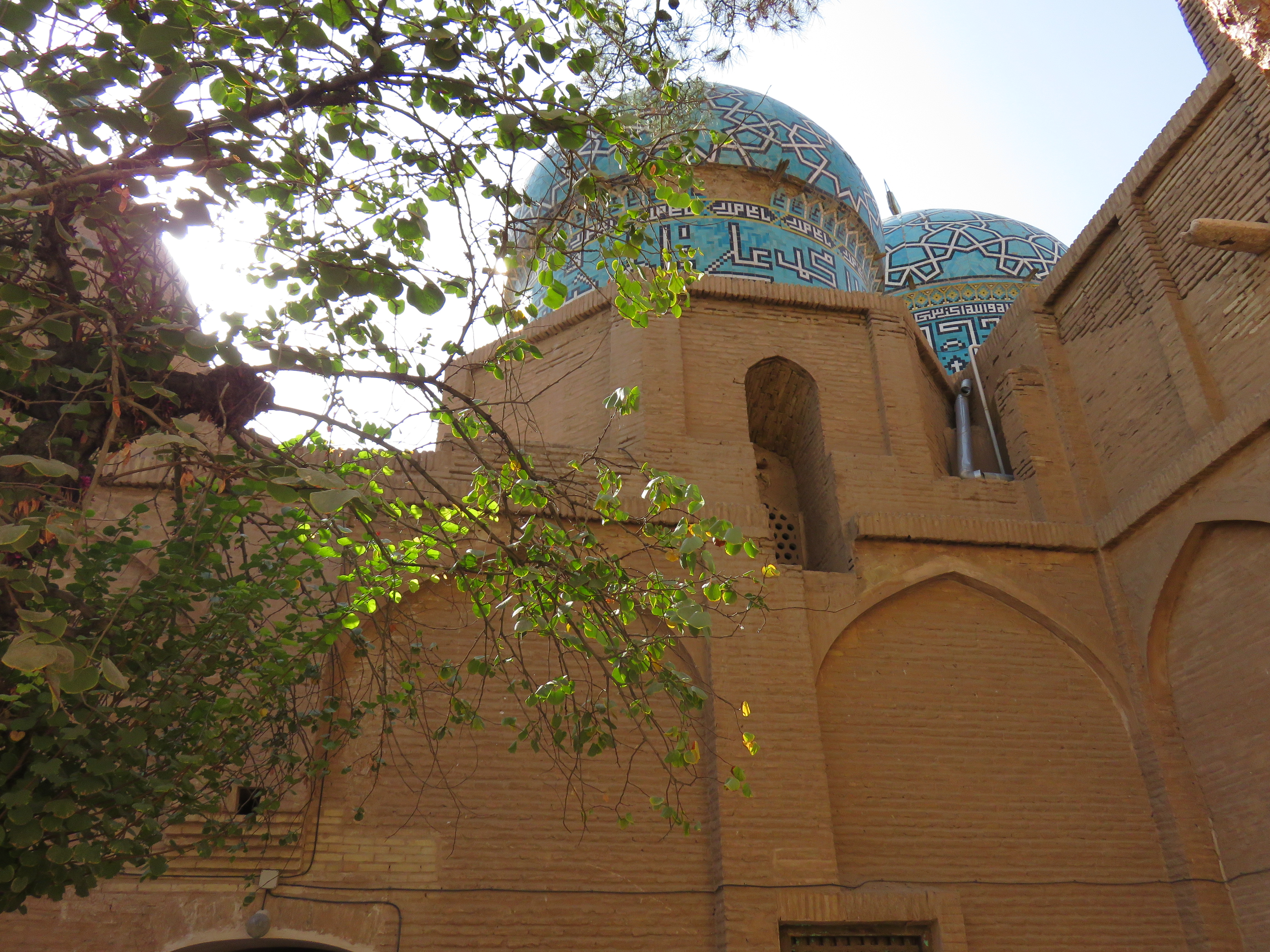
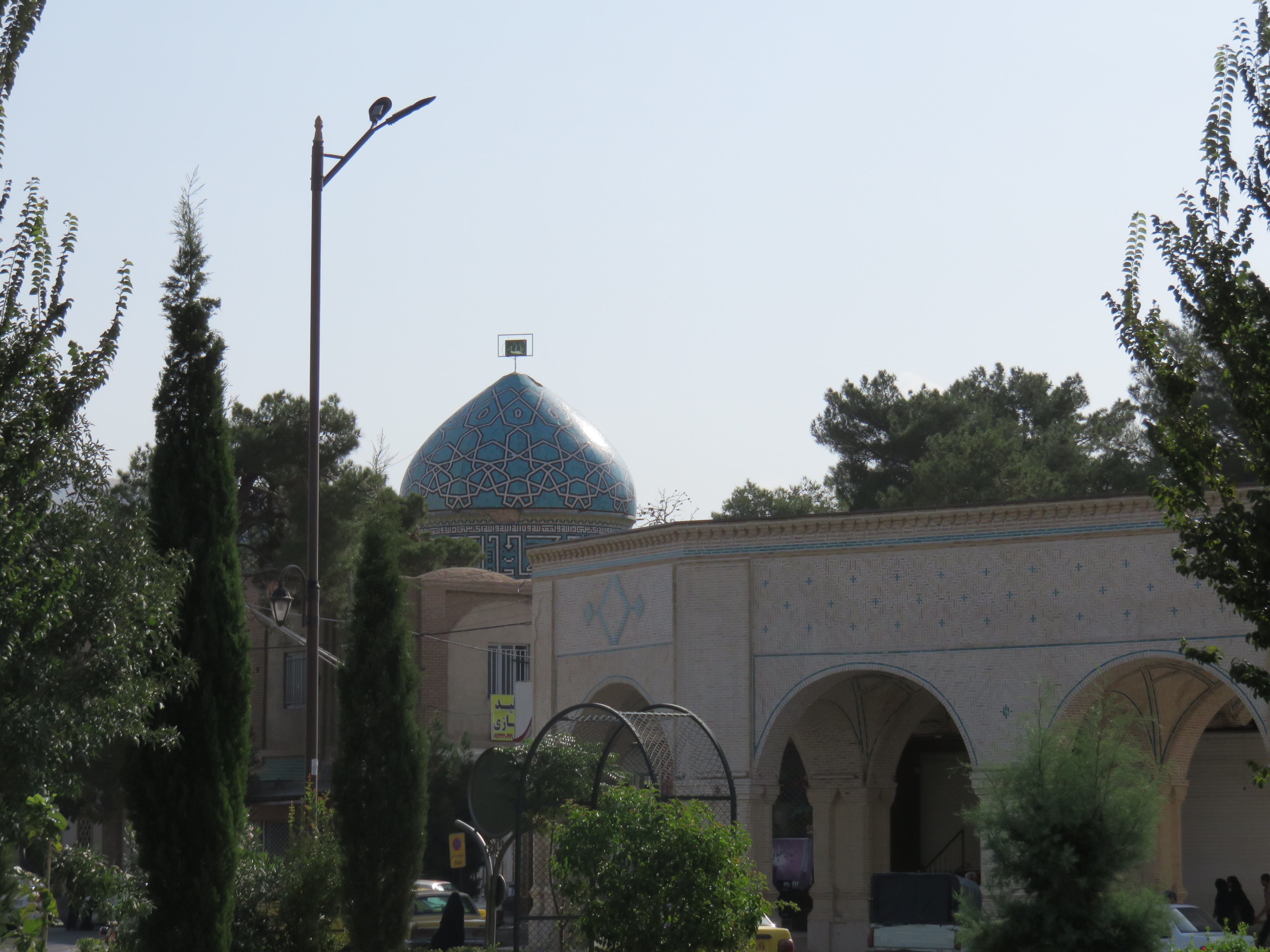
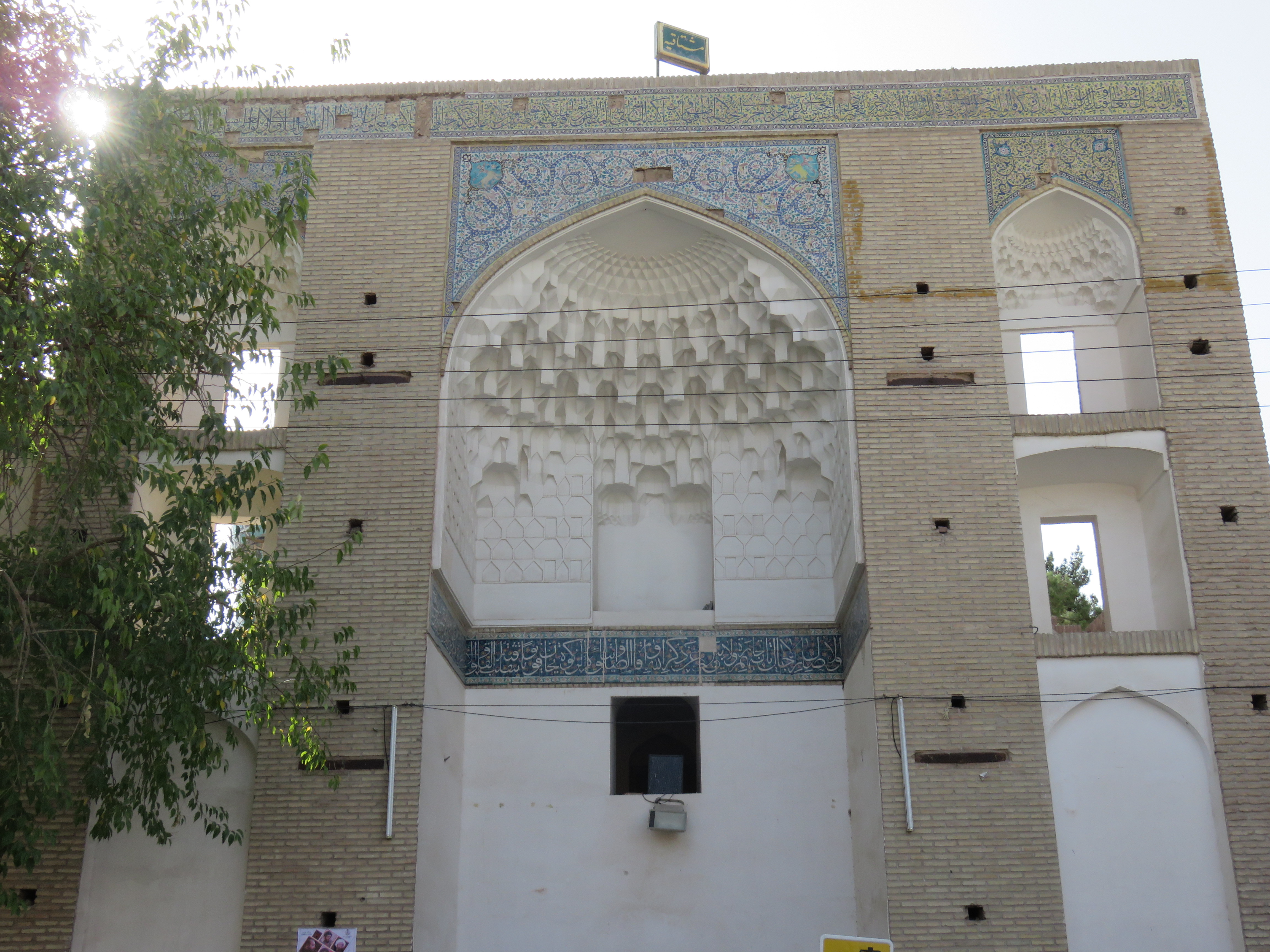
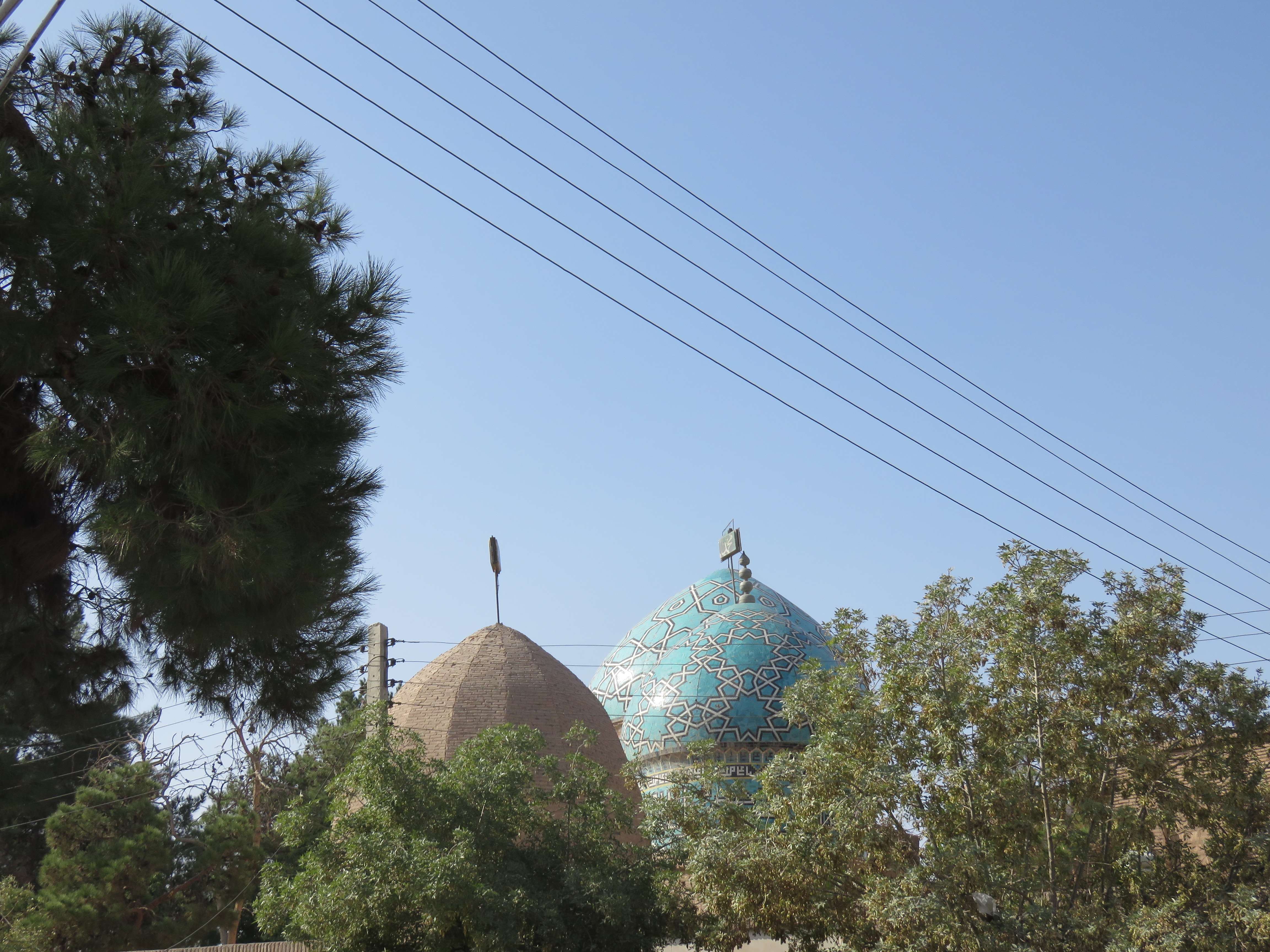